# Ernst Wenisch
Ernst Wenisch (* 2. Mai 1916 in Korneuburg; † 2003) war österreichischer Erwachsenenbildner.

## Leben
Er studierte an der Universität Wien Geschichte, Germanistik und Kunstgeschichte (1941 Dr. phil.). Nach dem Zweiten Weltkrieg arbeitete er im Katholischen Bildungswerk Salzburg mit. Von 1956 bis 1963 war er dessen Vorsitzender. Von 1949 bis 1956 war er Diözesansekretär der Katholischen Aktion in Salzburg, von 1957 bis 1967 Konsistorialarchivar.

## Schriften (Auswahl)
- Bernhard von Clairvaux. Studien zu seinem Weltbild. Wien 1941, OCLC 615402945.
- Zur Situation der katholischen Erwachsenenbildung in Österreich seit 1945. Wien 1964, OCLC 82323577.
- Zur Frage eines österreichischen Volksbildungsgesetzes. Wien 1964, OCLC 72122456.
- als Herausgeber: Freundschaft und Bildung. Festschrift für Eduard Seifert zur Vollendung seines 70. Lebensjahres. Salzburg 1982, ISBN 3-900173-36-2.
- als Herausgeber: Elternschaft und Menschenwürde. Zur Problematik der Empfängnisregelung. Vallendar-Schönstatt 1984, ISBN 3-87620-098-9.
- als Herausgeber: Dietrich von Hildebrand: Memoiren und Aufsätze gegen den Nationalsozialismus 1933–1938. Mainz 1994, ISBN 3-7867-1737-0.